# Dalymount Park
Het Dalymount Park (Iers: Páirc Chnocán Doirinne) is een voetbalstadion in Dublin, de hoofdstad van Ierland. De voetbalclub Bohemians Dublin FC maakt gebruik van dit stadion. Het nationale elftal speelde ook regelmatig in dit stadion, voor het eerst op 26 april 1904, dat was een wedstrijd op het British Home Championship, tegen Schotland werd het 1–1. In het stadion is plek voor 7.955 toeschouwers. Het stadion werd geopend in 1901. 
Dalymount Park (Bohemian FC) ·
Finn Park (Finn Harps FC) ·
Oriel Park (Dundalk FC) ·
Richmond Park (St. Patrick's Athletic FC) ·
Ryan McBride Brandywell Stadium (Derry City FC) ·
Showgrounds (Sligo Rovers FC) ·
Tallaght Stadium (Shamrock Rovers FC) ·
Tolka Park (Shelbourne FC) ·
Turners Cross (Cork City FC) ·
Waterford Regional Sports Centre (Waterford FC)
Athlone Town Stadium (Athlone Town FC) ·
Bishopsgate (Longford Town FC) ·
Carlisle Grounds (Bray Wanderers AFC) ·
Eamonn Deacy Park (Galway United FC) ·
Ferrycarrig Park (Wexford FC) ·
St. Colman's Park (Cobh Ramblers FC) ·
Stradbrook Road (Cabinteely FC) ·
Tallaght Stadium (Shamrock Rovers FC II) ·
UCD Bowl (University College Dublin AFC) ·
Head in the Game Park (Drogheda United FC) ·